# Teinobasis suavis
Teinobasis suavis är en trollsländeart som beskrevs av Maurits Anne Lieftinck 1953. Teinobasis suavis ingår i släktet Teinobasis och familjen dammflicksländor. Inga underarter finns listade i Catalogue of Life.